# Лютоґнев (Великопольське воєводство)
Лютоґнев (пол. Lutogniew, нім. Margarethendorf) — село в Польщі, у гміні Кротошин Кротошинського повіту Великопольського воєводства.
Населення — 721 особа (2011).
У 1975-1998 роках село належало до Каліського воєводства.

## Демографія
Демографічна структура станом на 31 березня 2011 року:
|          | Загалом | Допрацездатний вік | Працездатний вік | Постпрацездатний вік |
| -------- | ------- | ------------------ | ---------------- | -------------------- |
| Чоловіки | 383     | 86                 | 258              | 39                   |
| Жінки    | 338     | 63                 | 211              | 64                   |
| Разом    | 721     | 149                | 469              | 103                  |